# Culture de Thulé
Pour les articles homonymes, voir Thulé.
Objets typiques
Industrie osseuse

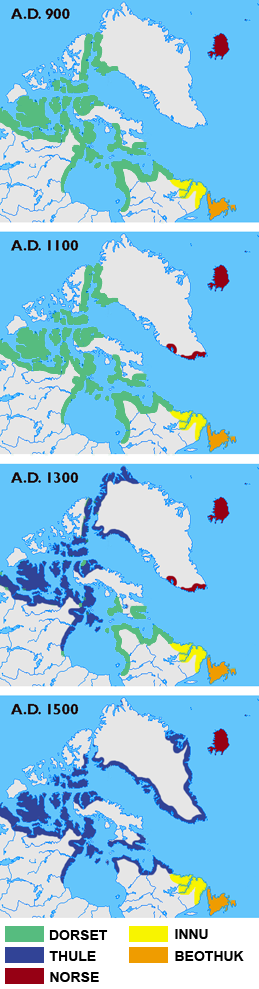
Cultures arctiques

Les membres de la culture de Thulé sont les ancêtres de tous les Inuits canadiens actuels.
Ils sont arrivés en Alaska vers l'an 500[réf. nécessaire], puis au Nunavut vers l'an mille et un groupe émigra ensuite vers le Groenland au XIIIe siècle. Les liens entre la culture de Thulé et les Inuits sont à la fois biologiques, culturels et linguistiques. 
Ils doivent leur nom à la localité de Thulé, au nord-ouest du Groenland, maintenant déplacée à Qaanaaq, où des restes archéologiques ont été trouvés pour la première fois, localité elle-même nommée par les Danois en allusion à l'île semi-légendaire de Thulé mentionnée par l'explorateur grec Pythéas à l’extrême-nord du monde connu. 
En dehors des éventuels contacts avec les Vikings, ils étaient en contact avec des peuples d'Eurasie (on a retrouvé ainsi des objets en métaux venant d'Asie, dont une ceinture peut-être utilisée pour des chevaux, dans un village du cap Espenberg de la péninsule de Seward, en Alaska actuel). Ils sont ensuite entrés en contact de manière plus importante avec les Européens au XVIIIe siècle.

## La culture de Thulé au Groenland
Ils vivaient à la fois des animaux terrestres et marins et ont remplacé la culture de Dorset au XVe siècle. Les campements d'hiver étaient en général composés d'une à quatre maisons comptant environ dix habitants. Certains établissements comptant plus d'une douzaine de maisons ont également été retrouvés, même si elles n'étaient pas toutes habitées en même temps. Elles étaient bâties avec les os des baleines pêchées pendant l'été. 
Des membres de la culture de Thulé ont migré au sud du Groenland, durant la « seconde expansion ». Il y a de bonnes raisons de croire qu'ils ont alors été en contact avec les Vikings avant que ces derniers ne disparaissent complètement du Groenland.

### Sources
- (en) Cet article est partiellement ou en totalité issu de l’article de Wikipédia en anglais intitulé « Thule people » (voir la liste des auteurs).